# Antônio Carlos Santos
Antônio Carlos Santos (Rio de Janeiro, 8 juni 1964) is een voormalig Braziliaans voetballer.